# Agnes von Assisi
Agnes von Assisi (* 1197 oder 1198 in Assisi, Italien; † 16. November 1253 in San Damiano bei Assisi) war Klarisse und die Schwester der heiligen Klara von Assisi.

## Leben
Agnes stammte aus der reichen italienischen Adelsfamilie der Offreducci in Assisi. Anfang April des Jahres 1212 folgte sie ihrer Schwester Klara nach San Damiano, die nur sechzehn Tage vor ihr in die dort von ihr gegründete Gemeinschaft eingetreten war, um als Nonne ein Leben nach dem Vorbild des heiligen Franz von Assisi zu führen.
Der Versuch ihrer Familie, sie von dort zu entführen, scheiterte: Ihr Onkel Monaldo war zusammen mit bewaffneten Reitern ausgesandt worden, um Agnes zur Rückkehr zu zwingen. Die Legende erzählt, dass ihm sein Schwert den Dienst versagte, als er es gegen Agnes erhob. Auch als die Reiter versuchten, Agnes aus dem Kloster zu zerren, sei ihr Körper so schwer geworden, dass all ihre Bemühungen erfolglos waren.
Um das Jahr 1220 (1219 oder 1221) trug ihr Franz von Assisi in Absprache mit Kardinal Hugolin die Leitung des Konvents von Monticelli, nahe Florenz auf. Von Monticelli aus gründete Agnes mehrere Klöster, darunter auch die Klöster in Mantua, Venedig und Padua.
1253 kehrte sie nach San Damiano an das Sterbebett ihrer Schwester Klara zurück, die am 11. August desselben Jahres starb. Agnes folgte ihr nur kurze Zeit später.
Ihr Leichnam wurde neben dem ihrer Schwester in der Kirche Santa Chiara in Assisi beigesetzt.
Papst Benedikt XIV. sprach Agnes von Assisi 1753 heilig.

## Gedenktag
- Katholisch: 16. November (als Fest der franziskanischen Ordensfamilie: 19. November)